# Никольское (Междуреченский район)
Никольское — деревня в Междуреченском районе Вологодской области.
Входит в состав Шейбухтовского сельского поселения, с точки зрения административно-территориального деления — в Шейбухтовский сельсовет.
Расстояние по автодороге до районного центра Шуйского — 22 км, до центра муниципального образования Щейбухты — 1 км. Ближайшие населённые пункты — Турыбанино, Шейбухта, Степановское.
По переписи 2002 года население — 16 человек.